# Первый Всеукраинский съезд Советов

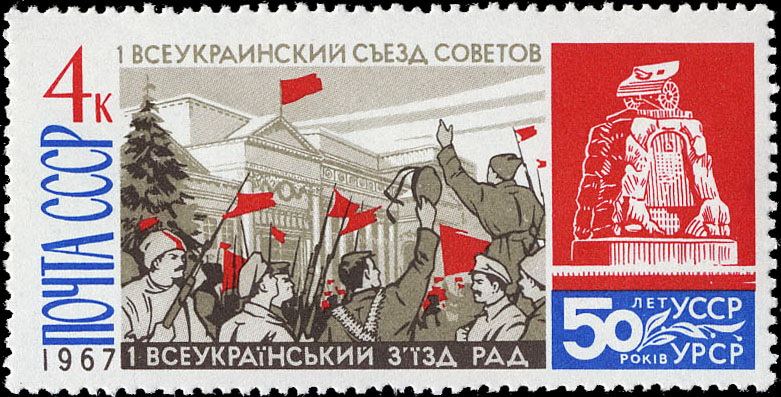
Почтовая марка СССР, посвящённая 50-летию первого Всеукраинского съезда Советов, 1967

Пе́рвый Всеукраи́нский съезд Сове́тов (укр. Перший всеукраї́нський з'ї́зд ра́д) — съезд украинских Советов, созванный по инициативе большевиков, которые рассчитывали на мирное «поглощение» Украинской центральной рады Съездом Советов и провозглашение на Украине советской власти. Проходил в Киеве и Харькове в декабре 1917 года.
Несмотря на проведённую организаторскую работу, на съезде в Киеве депутаты-большевики оказались в таком меньшинстве, что были вынуждены покинуть его. Переехав в Харьков, большевистские депутаты и их союзники из числа других левых партий (часть украинских левых эсеров и  несколько социал-демократов)  провели альтернативный съезд, провозгласив  на территории Украины власть Советов рабочих, солдатских и крестьянских депутатов и создание Украинской Советской республики как части федеративной Российской советской республики, объявили о низложении Центральной рады УНР и обратились к Советской России с просьбой оказать вооружённую помощь в борьбе с Центральной радой.

## Исторический фон
7 (20) ноября по решению Малой рады в чрезвычайном порядке был принят Третий Универсал, в котором провозглашалось создание Украинской Народной Республики в федеративной связи с Российской республикой. Было заявлено о включении в состав УНР территорий, большинство населения которых составляют украинцы: Киевской, Волынской, Подольской, Херсонской, Черниговской, Полтавской, Харьковской, Екатеринославской губерний (8 губерний) и уездов Северной Таврии (без Крыма).
12 (25) ноября 1917 года прошли выборы во Всероссийское Учредительное собрание, в которых принимали участие многие деятели Центральной рады. По общероссийским результатам выборов, большевики получили 25 %, однако на землях, на которые от имени Украинской Народной Республики заявила  притязания Центральная Рада, результат большевиков был более скромным — они получили около 10 % голосов.

## В Киеве
4 (17) декабря в Киеве по инициативе большевиков был созван Всеукраинский съезд Советов, в работе которого приняли участие более 2 тысяч делегатов. У большевиков ещё оставалась надежда на мирный переход власти в их руки через вотум недоверия Центральной раде. Большевистский оргкомитет постарался разработать квоты делегирования так, чтобы иметь гарантию большинства. Национальные деятели сначала противились созыву съезда, но в конце концов сумели по-своему подготовиться к нему. Они заранее призвали украинские армейские и крестьянские организации направлять на съезд всех желающих, не считаясь с установленными большевиками нормами представительства. Таким образом на съезд прибыли без приглашения 670 делегатов от «Селянской спилки» (Крестьянского союза) и 905 делегатов от украинских армейских организаций. Под давлением разъярённой толпы мандатной комиссии пришлось самораспуститься. Прибывшие сами выписали себе мандаты делегатов, после чего 125 большевиков оказались в меньшинстве среди двух с половиной тысяч собравшихся. Большевиков не допустили в президиум, их ораторов освистывали или совсем не давали им говорить. Из-за получившейся организационной неразберихи они попытались перевести мероприятие в формат совещания. Но сторонники Центральной рады не допустили этого и, используя своё численное превосходство, продолжали заседать как съезд Советов, выразили доверие действующему составу Рады, отклонили предложение о её переизбрании и одобрили резкий ответ Генерального секретариата советскому правительству. Большевики в знак протеста против «неравного представительства» покинули съезд и спустя некоторое время собрались в Харькове.
В день открытия съезда Совнарком Советской России направил в его адрес «Манифест к украинскому народу с ультимативными требованиями к Центральной раде», которым подтвердил «право на самоопределение за всеми нациями, которые угнетались царизмом и великорусской буржуазией, вплоть до права этих наций отделиться от России», и заявлял о безусловном признании всего, что касается национальных прав и национальной независимости украинского народа, и о признании УНР и её права «совершенно отделиться от России или вступить в договор с Российской Республикой о федеративных или тому подобных взаимоотношениях между ними». С другой стороны, в «Манифесте» заявлялось о непризнании Украинской центральной рады из-за её «двусмысленной, буржуазной политики» — подавления Советов, дезорганизации фронта несанкционированным перемещением украинизированных частей и поддержки кадетско-калединского заговора. В документе содержалось требование к УЦР прекратить дезорганизацию единого общего фронта и пропуск через подконтрольную УЦР территорию войсковых частей, уходящих с фронта на Дон, Урал, в другие регионы России, прекратить разоружение советских полков и рабочей Красной гвардии на Украине, а также «оказывать содействие революционным войскам в деле их борьбы с контрреволюционным кадетско-калединским восстанием». Совнарком заявлял, что в случае неполучения удовлетворительного ответа на предъявленные требования в течение сорока восьми часов он будет считать Раду в состоянии открытой войны против Советской власти в России и на Украине. Генеральный секретариат (правительство УНР) в тот же день подготовил свой ответ. В документе отвергались требования Совнаркома и выдвигались встречные условия: признание Советской Россией Украинской Народной Республики, невмешательство в её внутренние дела и в дела Украинского фронта, разрешение на уход украинизированных частей на Украину с территории, подконтрольной Советской России, разделение финансов бывшей империи, участие УНР в общих переговорах о мире с Центральными державами.

## В Харькове
8 (21) декабря в Харьков — ключевой железнодорожный узел в направлении юга России — прибыли эшелоны с красными отрядами под командованием Р. Ф. Сиверса и матроса Н. А. Ховрина — 1600 человек при 6 орудиях и 3 броневиках, а с 11 (24) декабря по 16 (29) декабря — ещё до пяти тысяч солдат из Петрограда, Москвы, Твери во главе с командующим Антоновым-Овсеенко и его заместителем, начальником штаба бывшим подполковником Русской армии М. А. Муравьёвым. Кроме того, в самом Харькове уже находились три тысячи красногвардейцев и пробольшевистски настроенных солдат старой армии.
В ночь на 10 (23) декабря в Харькове прибывшие из России советские войска арестовали украинского коменданта города, члена Войсковой Украинской Рады, захватив броневики войск УНР и установив в городе двоевластие. Прибывший в Харьков Антонов-Овсеенко тем временем сосредоточился на подготовке к боевым действиям против сил Каледина. В отношении УНР проводилась политика пассивного противостояния. Украинские администраторы в Харькове были выпущены из-под ареста, в отношениях с местным украинским гарнизоном был установлен нейтралитет.
Около 60 делегатов-большевиков с киевского Съезда Советов и часть поддержавших их делегатов от других левых партий (украинских левых эсеров и украинских социал-демократов) — общим числом 127 человек — перебрались в Харьков, где 11−12 (24−25) декабря 1917 года провели альтернативный Съезд Советов, в котором также приняли участие 77 делегатов, представлявших Советы Донецко-Криворожской области (на это время в Харькове был созван III Областной съезд Советов Донбасса и Криворожья).
Съезд объявил, что берёт на себя всю полноту власти на Украине и лишает полномочий Центральную раду и Генеральный секретариат. Существовавшую на тот момент Украинскую Народную Республику провозгласили незаконной, отменив все решения Центральной рады и провозгласив Украину республикой Советов как части федеративной Российской советской республики, её первоначальное официальное наименование — Украинская Народная Республика Советов рабочих, крестьянских, солдатских и казачьих депутатов.
Был избран верховный орган власти — ЦИК УНРС (Центральный Исполнительный Комитет Всеукраинской Рады Рабочих, солдатских и крестьянских депутатов УНР (ВУЦИК)) в составе 40 человек, из которых 35 были большевиками. Председателем, однако, стал левый украинский социал-демократ Ефим Медведев.
Было образовано революционное правительство Советской Украины — Народный секретариат, противостоявшее Генеральному секретариату Украинской центральной рады в Киеве.
В радиотелеграмме, направленной 15 (28) декабря из Харькова в Совнарком, говорилось, что ЦИК Советов Украины считает «непременной задачей… устранить вызванные прежней Радой столкновения… обратить все силы на создание полного единения украинской и великороссийской демократии».
19 декабря 1917 (1 января 1918) года Совет народных комиссаров РСФСР признал Народный секретариат УНРC "единственным законным правительством Украины". Советскому "правительству" Украины была оказана вооружённая и финансовая помощь.
В декабре 1917 — январе 1918 гг советская власть была установлена в ряде промышленных центров Украины — Екатеринославе, Одессе, Николаеве, в Донбассе. До конца января 1918 г. при поддержке российских советских войск и красногвардейских отрядов власть украинского советского правительства распространилась на всё Левобережье, часть правобережных городов (Винница, Каменец-Подольский), Крым. Весной 1918 года, однако, советская власть на Украине была подавлена немецкими и австро-венгерскими войсками, которые заняли её территорию по соглашению с Украинской центральной радой.